# 北海道札幌琴似工業高等学校
北海道札幌琴似工業高等学校（ほっかいどう さっぽろことにこうぎょうこうとうがっこう、Hokkaido Sapporo Kotoni Technical High School）は、北海道札幌市西区にある公立（道立）の工業高等学校である。通称は「琴工（きんこう）」

## 沿革
- 1962年9月1日 - 北海道札幌第二工業高等学校（仮称）の開校事務局が北海道札幌東高等学校に置かれる。
- 1962年11月1日 - 校名を北海道札幌琴似工業高等学校と称し、機械科、電気科、工業化学科、建築科、及び土木科を設置。
- 1963年4月8日 - 第1回入学式。
- 1969年12月8日 - 全日制課程電子科、化学工学科を新設し、工業化学科、建築科、土木科を募集停止。
- 1992年11月26日 - 定時制課電子機械科を新設し、機械科を募集停止。
- 1997年11月 - 新校舎竣工。
- 1997年12月19日 - 全日制課程情報技術科、環境化学科を新設し、電子科、化学工学科を募集停止。

## 目標
- 学校教育目標
  - 豊かな心をもち、たくましく生きる人間を育てる
  - 広い視野をもち、環境を守り平和を愛する人間を育てる
  - 創造的な能力と専門的知識をもち、社会に貢献できる人間を育てる
- 重点目標
  - 自ら学ぶ意欲と態度を身につけさせ、学力を向上させる学習指導の推進
  - 自ら律する力と社会性を育む生活指導の充実
  - 自らの生き方を考え、主体的に進路を決定する力を育む進路指導の推進
  - 自他の生命を尊重し、心身ともに健康に生きる健康・安全教育の推進

## 著名な出身者
- 渡部高史（元プロ野球選手）- 化学工学科（1991年卒業）
- B×Bハルク（プロレスラー）- 化学工学科